# Niki List
Niki List (* 28. Juni 1956 in Wien; † 2. April 2009 ebenda) war ein österreichischer Filmregisseur, Drehbuchautor und Produzent. Er galt als herausragender Vertreter des österreichischen Films.

## Leben
Nachdem er 1975 die Matura am Akademischen Gymnasium abgelegt hatte, studierte List in Wien zunächst Theaterwissenschaft. Ab 1977 besuchte er die Höhere Graphische Bundes-Lehr- und Versuchsanstalt Wien, Abteilung Fotografie, die er 1980 mit Auszeichnung absolvierte.
Schon während seines Studiums arbeitete er bei verschiedenen Theaterprojekten mit, etwa als Schauspieler in Amok (1975) und Living Theater (1976). 1980 und 1981 war er Regieassistent im Künstlerhaustheater und im Konzerthaustheater.
1986 gelang ihm mit dem Kinofilm Müllers Büro, einer Detektiv- und Musical-Satire, der mit rund 441.000 Besuchern bis heute (2013) drittgrößte Publikumserfolg eines österreichischen Films in den österreichischen Kinos.

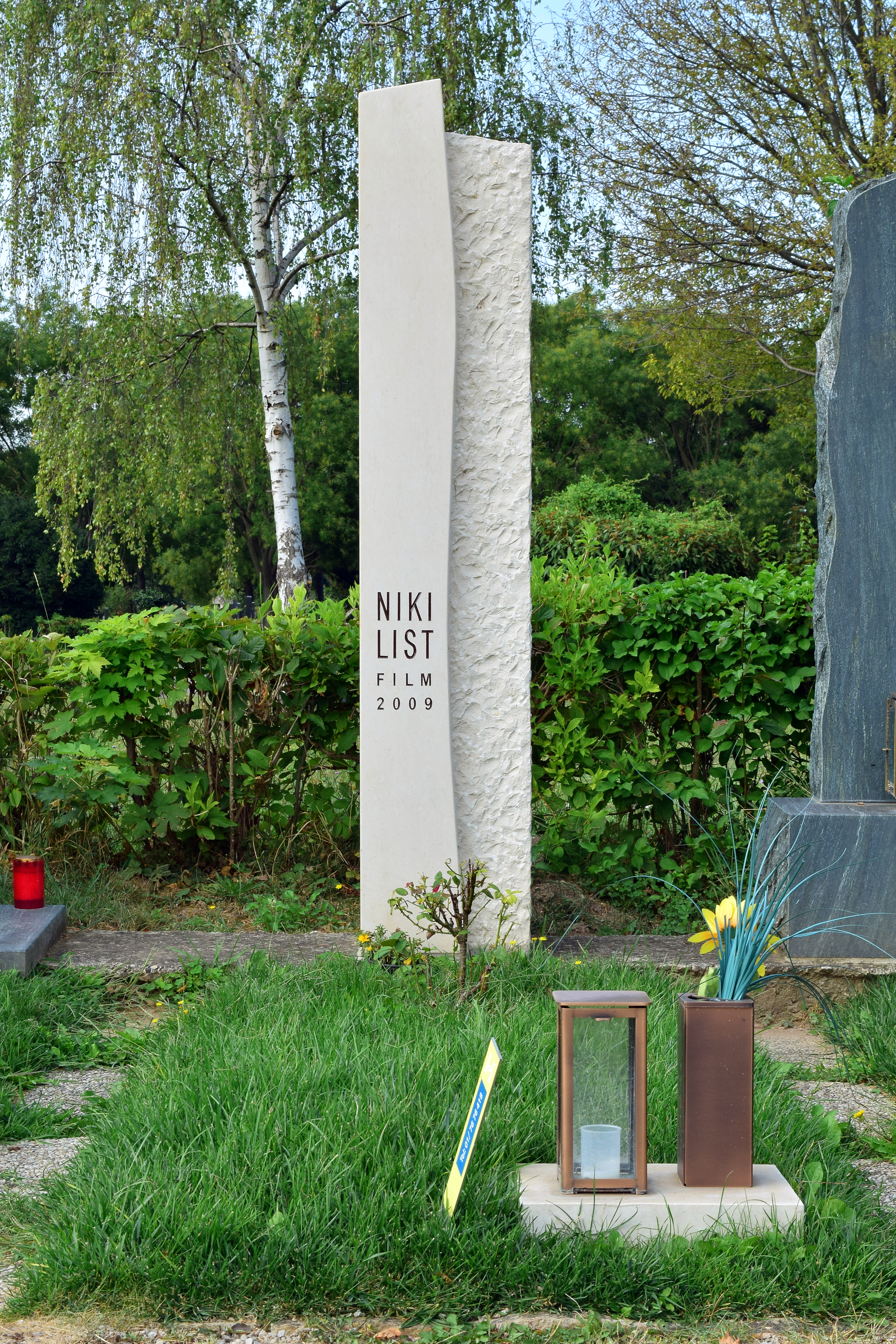
Ehrenhalber gewidmetes Grab auf dem Wiener Zentralfriedhof

Später führte er am Theater auch selbst Regie, so 1993 in St. Gallen bei der Uraufführung von Chapling von Jürg Federspiel sowie 2006 an der Neuen Bühne Villach und 2007 im Wiener Metropol bei dem Stück Müllers Büro – Das Musical.
Am Abend des 1. April 2009 besuchte List die Premierenfeier des Festivals der Filmakademie Wien. Bei einer Nachfeier in einem Innenstadtlokal stürzte er schwer und blieb bewusstlos liegen. Die Rettungskräfte erklärten ihn um 2 Uhr früh für tot. Die Urne mit den Überresten von Niki List wurde in einem ehrenhalber gewidmeten Grab (Gruppe 40, Nr. 76) auf dem Wiener Zentralfriedhof beigesetzt.

## Filmografie (Auswahl)
- 1991: Lachen der Maca Daracs
- 1991: I Love Vienna – Regie: Houchang Allahyari

als Regisseur
- 1980: Sehnsüchte Südfrüchte
- 1982: Café Malaria
- 1984: Mama lustig …?
- 1986: Die Dreckschleuder
- 1986: Müllers Büro
- 1988: Sternberg – Shooting Star
- 1989: Nummer 11
- 1990: Werner – Beinhart! (Rahmenhandlung)
- 1990: Ach, Boris…
- 1992: Muß denken
- 1994: Der Schatten des Schreibers
- 1995: Copa Cagrana
- 1998: Helden in Tirol (als Lorenz Luftsprung)
- 2001: Mein Boss bin ich
- 2002: Nick Knatterton – Der Film

als Produzent
- 1994: Ein Anfang von etwas – Regie: Nikolaus Leytner
- 1995: Auf Teufel komm raus – Regie: Wolfgang Murnberger
- 2000: Die Nichte und der Tod (Fernsehfilm)
- 2002: Gebürtig – Regie: Robert Schindel, Lukas Stepanik
- 2004: Der Weihnachtshund
- 2005: Zwei Weihnachtshunde

als Drehbuchautor
- 1986: Müllers Büro
- 1990: Ach, Boris…
- 1994: Der Schatten des Schreibers
- 1998: Helden in Tirol

## Auszeichnungen
- Max-Ophüls-Preis 1983 für „Café Malaria“
- Österreichischer Filmpreis (1984, 1986, 1988)
- Tokyo International Film Festival: Young Cinema Tokyo Award für „Müllers Büro“
- Bergfilmfestival Trento: Preis für „Helden in Tirol“
- Verleihung des Berufstitels Professor (Überreichung im Unterrichtsministerium am 11. März 2009)[3]